# Vincent Lecuyer
Pour les articles homonymes, voir Lécuyer.
Vincent Lecuyer, né le 25 avril 1976 à Nantes, est un acteur français.

## Biographie
Vincent Lecuyer termine le Conservatoire royal de Bruxelles en 2001, en y décrochant le premier prix. Remarqué en chauffeur-interviewer de l’émission Hep Taxi ! sur la Une (RTBF, télévision belge), on peut l’applaudir également au théâtre, où il joue régulièrement.
On a pu le voir dans Alice et moi de Micha Wald, qui lui valut le prix d’interprétation lors de l’édition 2004 du Festival du court métrage de Bruxelles.
Il tient également le rôle principal dans Ultranova, un long métrage de Bouli Lanners.
Il jouait déjà un brancardier dans HS Hors Service de Jean-Paul Lilienfeld en 2001.

## Filmographie

### Cinéma

#### Longs métrages
- 2001 : HS - hors service : le brancardier
- 2005 : Ultranova : Dimitri
- 2008 : JCVD : le vendeur du vidéo-club
- 2010 : Pulsar : Kriku
- 2010 : Sans queue ni tête : le chapelier de l'évêque
- 2014 : L'Art de la fugue : Gilbert, Alias Romain, Alias Zoltan
- 2016 : Bienvenue à Marly-Gomont : le prêtre
- 2016 : Je me tue à le dire : l'infirmier IRM
- 2022 : La Très Très Grande Classe de Frédéric Quiring : le directeur
- 2023 : Le Syndrome des amours passées d'Ann Sirot et Raphaël Balboni : Dr De Coninck
- 2024 : Tigres et Hyènes de Jérémie Guez

#### Courts métrages
- 2004 : Alice et moi
- 2007 : Le crabe
- 2007 : Missing
- 2012 : Atomes
- 2013 : Fable domestique
- 2014 : Vertiges
- 2017 : Le Scénariste

### Télévision

#### Téléfilms
- 2001 : La colère du diable : Le copain de Stéphane

#### Séries télévisées
- 2018 : La Trève, saison 2 : Tino
- 2022 : Pandore

## Théâtre
- Hygiène de l'assassin d’Amélie Nothomb (2008)
- La cuisine d'Elvis de Lee Hall (2010)
- Le Bourgeois gentilhomme mis en scène par Christine Hanssens.
- Debout les morts ! de Layla Nabulsi mis en scène par Jean-François Brion.
- Pour un oui ou pour un non de Nathalie Sarraute mis en scène par Pierre Fox.
- La Revue camique d'après Pierre Henri Cami , sur une mise en scène de Charlie Degotte[1].
- Un mari idéal d'Oscar Wilde mis en scène par Michel Kacenelenbogen adapté par Pierre Laville.
- Genèse no 2 de  Ivan Vyrypaïev et Antonina Velikanova mis en scène par Galin Stoev.
- La vie est un songe de Pedro Calderon de la Barca mis en scène par Galin Stoev.

Il a également écrit trois pièces : 
- Être en robe
- Petite âme
- Un peu de tout